# Voodoocult
I Voodoocult erano un progetto thrash metal nato nel 1994 su iniziativa di Phillip Boa, cantante della band Phillip Boa and the Voodooclub.
Il gruppo è noto soprattutto per l'importanza di alcuni membri, come Chuck Schuldiner, Dave Lombardo e Mille Petrozza.
La band ha pubblicato due album, sciogliendosi nel 1995 dopo aver portato in tour il secondo album Voodoocult.

## Il genere
È difficile classificare lo stile dei Voodoocult. Entrambi gli album contengono elementi thrash/groove metal, ma anche influenze doom metal (rintracciabili nella canzone Jesus Killing Machine, pubblicata nel primo album) e moderne. Da notare il fatto che il sound non sia influenzato da quello dei gruppi di provenienza dei vari membri.
I testi, spesso bizzarri e surreali, sono tutti opera di Boa.

## Discografia

### Album
- 1994 - Jesus Killing Machine
- 1995 - Voodoocult

### Singoli
- 1994 - Killer Patrol
- 1994 - Medallized Kids
- 1995 - When You Live as a Boy

## Formazione

### Formazione del 1994
- Phillip Boa - voce
- Dave Lombardo - batteria (Apocalyptica, ex-Testament, Fantômas, Slayer, Grip Inc.)
- Chuck Schuldiner - chitarra (Death, Control Denied)
- Dave Ball - basso
- Gabby Abularach - chitarra (Cro-Mags)
- Waldemar Sorychta - chitarra (Grip Inc.)
- Mille Petrozza - chitarra (Kreator)

### Formazione del 1995
- Philip Boa - voce
- Gabby Abularach - chitarra (Cro-Mags)
- Jim Martin - chitarra (ex-Faith No More)
- Dave Ball - basso
- Markus Freiwald - batteria